# BMW R 25
BMW R25 – produkowany od 1950 do 1951 jednocylindrowy motocykl firmy BMW, który w maju 1950 zastąpił model R 24.

## Historia
Pierwszy jednocylindrowy motocykl BMW z suwakowym zawieszeniem tylnego koła, podobnym do stosowanego we wcześniejszych bokserach. Zastosowanie ramy spawanej pozwalało na jazdę z bocznym wózkiem. Sprzedano 23400 sztuk w cenie 1750 DM.

## Konstrukcja
Jednocylindrowy silnik górnozaworowy o mocy 10 KM zasilany gaźnikiem Bing 1/22/28. Suche sprzęgło jednotarczowe połączone z 4-biegową, sterowaną nożnie skrzynią biegów. Napęd koła tylnego wałem Kardana. Zamknięta spawana rama z rur stalowych z suwakowym zawieszeniem tylnego koła i teleskopowym przedniego koła. W obu kołach zastosowano hamulce bębnowe o średnicy 160mm. Prędkość maksymalna 95 km/h